# Padingbüttel
Padingbüttel község Németországban, Alsó-Szászországban, a Cuxhaveni járásban. Lakosainak száma 454 fő (2023. december 31.).